# Rafał Kajetanowicz
Rafał Bartłomiej Jan Kajetanowicz (ur. 7 kwietnia 1920 we Lwowie, zm. 9 marca 1967 w Krakowie) – polski aktor.

## Życiorys
W 1938 ukończył szkołę handlową w Cieszynie, następnie szkołę podchorążych w Przemyślu. Walczył w kampanii wrześniowej 1939, następnie pracował jako urzędnik do końca wojny. W 1945 przeniósł się do Gniezna, gdzie w latach 1946–1950 był aktorem półamatorskiego Teatru Miejskiego. W 1950 zdał eksternistyczny egzamin aktorski. W kolejnych latach był aktorem Teatru Ziemi Pomorskiej w Bydgoszczy i Toruniu (1950-1954), Teatru Polskiego w Poznaniu (1954-1956),występował w Teatrach Dramatycznych w Szczecinie (1956-1959), a od 1959 do śmierci w Teatrze im. Słowackiego w Krakowie.

## Filmografia
- 1953 – Żołnierz zwycięstwa jako Konstanty Rokossowski
- 1955 – Godziny nadziei jako kierowca Malinowski
- 1966 – Pierwszy i ostatni (spektakl telewizyjny)

## Wybrane role teatralne
- 1947-Jan Bus-Władysław Fekete

postać: Jan reżyseria: Józef Andrzejewski, Teatr Miejski, Gniezno
- 1948-Człowiek, który szukał śmierci, Victor Eftimiu

postać: Włóczęga reżyseria: Józef Pokrywka-Brzeziński, Teatr Miejski, Gniezno
- 1948-Gorąca krew, Mieczysław Fijałkowski

postać: Michał Szafraniec reżyseria: Józef Brzeziński, Teatr Miejski, Gniezno

## Wybrane role radiowe
- 1952 – Kromka czarnego chleba, Janusz Markiewicz

reżyseria: Jerzy Walden, Teatr Polskiego Radia
- 1955 – Krzyż i Jaszczurka, Helena Bychowska, Tadeusz Petrykowski

reżyseria: Henryk Drygalski, Teatr Polskiego Radia
- 1955 – Rozbójnik salonowy, Dominik Magnuszewski

postać: August reżyseria: Aleksander Gąssowski, Teatr Polskiego Radia